# Preboot Execution Environment

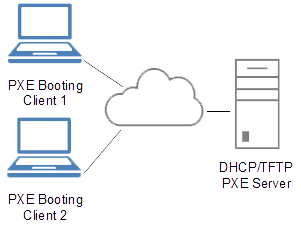

O Ambiente de Pré-execução (PXE ou 'pixie', ambos do inglês: Preboot eXecution Environment) é um ambiente para inicializar computadores usando a Interface da Placa de Rede sem a dependência da disponibilidade de dispositivos de armazenamento (como Disco Rígidos) ou algum Sistema Operacional instalado. Ou seja, o Sistema Operacional do equipamento é carregado pela interface de rede toda vez que o mesmo é ligado, evitando assim o uso de unidades de armazenamento local e ou ação de atualização para cada equipamento. Basta atualizar o sistema no servidor que disponibiliza o mesmo, que todos os equipamentos irão iniciar a nova versão a partir do próximo boot.